# Ligeriella aristata
Ligeriella aristata är en tvåvingeart som först beskrevs av Villeneuve 1911.  Ligeriella aristata ingår i släktet Ligeriella och familjen parasitflugor. Arten har ej påträffats i Sverige. Inga underarter finns listade i Catalogue of Life.